# Le Douhet
Le Douhet település Franciaországban, Charente-Maritime megyében. Lakosainak száma 705 fő (2022. január 1.). Le Douhet Bussac-sur-Charente, Écoyeux, Fontcouverte, Juicq, Saint-Vaize, Taillebourg, Vénérand és Saint-Hilaire-de-Villefranche községekkel határos.

## Népesség
A település népességének változása:
| Lakosok száma | 502  | 518  | 589  | 692  | 695  | 702  | 713  | 703  | 700  | 705  |
|               | 1968 | 1982 | 1990 | 2006 | 2013 | 2015 | 2017 | 2019 | 2020 | 2022 |